# Feizi (skald)
Feizi (Fejazi, eller Abu-l-feiz bin Mubarak), indisk-persisk skald, född 1547 i Agra, död 1595, var broder till storvesiren Abu-l-fazl vid stormogul Akbars hov och upphöjdes tidigt till "skaldekonung" hos samme Akbar. 
Hans divan omfattar omkring 9 000 distika och består av kasider, eller längre dikter av elegiskt innehåll, av vilka de flesta är skrivna till Akbars lov, och gazeler, dikter av erotiskt eller mystiskt innehåll. Dessutom översatte han en del av Mahabharata från sanskrit till persiska, däribland den bekanta episoden om Nala och Damayanti, på persiska Nal u Daman.